# Oscar Onley
Edgar Oscar Onley (Kelso, Escocia, 13 de octubre de 2002) es un ciclista profesional británico que compite con el equipo Team Picnic PostNL.

## Trayectoria
En 2021 se unió al equipo de desarrollo del Team DSM. Destacó en pruebas de categoría sub-23 e hizo lo propio en sus primeras carreras con el equipo principal, especialmente en una CRO Race en la que finalizó en el podio y estuvo peleando por varios triunfos de etapa con Jonas Vingegaard. Estos resultados le permitieron dar el salto al equipo UCI WorldTeam en 2023, un año antes de lo previsto.
En su primera temporada en la élite finalizó décimo en una prueba del UCI WorldTour como el Tour de Polonia antes de tomar la salida en la Vuelta a España. Su participación en su primera carrera de tres semanas fue breve, ya que tuvo que abandonar el segundo día debido a una caída. La siguiente campaña la inició en el Tour Down Under donde logró imponerse en la cima de Willunga Hill.

## Palmarés
2022
- 1 etapa del Giro del Valle de Aosta

2024
- 1 etapa del Tour Down Under

2025
- 1 etapa de la Vuelta a Suiza

## Resultados en Grandes Vueltas y Campeonatos del Mundo
| Carrera         | Carrera         | 2021 | 2022 | 2023 | 2024 | 2025 |
| --------------- | --------------- | ---- | ---- | ---- | ---- | ---- |
|                 | Giro de Italia  | —    | —    | —    | —    | —    |
|                 | Tour de Francia | —    | —    | —    | 39.º | 4.º  |
|                 | Vuelta a España | —    | —    | Ab.  | —    | —    |
| Mundial en Ruta | Mundial en Ruta | —    | —    | —    | 16.º | —    |

―: no participa
Ab.: abandono

## Equipos
- Development Team DSM (2021-2022)
- DSM/Picnic (2023-)
  - Team DSM (2023)[6]
  - Team dsm-firmenich (2023)
  - Team dsm-firmenich PostNL (2024)
  - Team Picnic PostNL (2025-)